# Marga Rahayu (Lubuk Linggau Selatan II)
Marga Rahayu is een bestuurslaag in het regentschap Lubuklinggau van de provincie Zuid-Sumatra, Indonesië. Marga Rahayu telt 4929 inwoners (volkstelling 2010).